# Турбиния
„Турбиния“ (на английски: Turbinia) е първият параход в света с парна турбина. Създаден е от англичанина Чарлз Парсънс през 1894 г. като прототип и за времето си е признат за безспорно най-бързият плавателен съд. През 1897 г. Парсънс се появява неочаквано с „Турбиния“ на традиционния парад на Кралския военноморски флот до Спитхед, маневрирайки демонстративно около бойните кораби, които са няколко пъти по-бавни. По този начин получава широка известност и признание, и поставя началото на ново поколение параходи, използващи парна турбина за преобразуване на налягането на парата във въртеливо движение на гребния винт, вместо дотогавашните двигатели с цилиндри и бутала.
Днес корпусът на „Турбиния“ е изложен в музея „Дискавъри“ в Нюкасъл ъпон Тайн, а двигателят – в Музея на науката в Лондон.